# آسفیکسی (فیلم)
«آسفیکسی» (انگلیسی: Smother (film)) یک فیلم است که در سال ۲۰۰۸ منتشر شد.